# Victoria Thornley
Victoria Thornley (St Asaph, 30 de noviembre de 1987) es una deportista británica que compite en remo.
Participó en tres Juegos Olímpicos de Verano, obteniendo una medalla de plata en Río de Janeiro 2016, en la prueba de doble scull, el quinto lugar en Londres 2012 (ocho con timonel) y el cuarto en Tokio 2020 (scull individual).
Ganó dos medallas en el Campeonato Mundial de Remo, en los años 2011 y 2017, y tres medallas en el Campeonato Europeo de Remo entre los años 2015 y 2021.

## Palmarés internacional
| Juegos Olímpicos   | Juegos Olímpicos          | Juegos Olímpicos  | Juegos Olímpicos |
| Año                | Lugar                     | Medalla           | Prueba           |
| ------------------ | ------------------------- | ----------------- | ---------------- |
| 2016               | Río de Janeiro (Brasil)   | Medalla de plata  | Doble scull      |
| Campeonato Mundial |                           |                   |                  |
| Año                | Lugar                     | Medalla           | Prueba           |
| 2011               | Bled (Eslovenia)          | Medalla de bronce | Ocho con timonel |
| 2017               | Sarasota (Estados Unidos) | Medalla de plata  | Scull individual |
| Campeonato Europeo |                           |                   |                  |
| Año                | Lugar                     | Medalla           | Prueba           |
| 2015               | Poznań (Polonia)          | Medalla de bronce | Doble scull      |
| 2017               | Račice (República Checa)  | Medalla de oro    | Scull individual |
| 2021               | Varese (Italia)           | Medalla de plata  | Scull individual |